# Opus Dei
La Prelatura de la Santa Cruz y del Opus Dei (en latín: Praelatura Sanctae Crucis et Operis Dei ), conocida simplemente como Opus Dei, es una jurisdicción de alcance mundial perteneciente a la Iglesia católica. Fue fundada el 2 de octubre de 1928 por Josemaría Escrivá de Balaguer, sacerdote español canonizado en 2002 por Juan Pablo II. Fue erigida como prelatura personal el 28 de noviembre de 1982 mediante la constitución apostólica Ut sit del papa Juan Pablo II, la única existente de la Iglesia católica.
Las reformas impulsadas por el papa Francisco desde 2022 han modificado el dicasterio del que depende dentro de la estructura de gobierno de la Iglesia. Desde el 4 de agosto de 2022 depende del Dicasterio para el Clero de conformidad con el motu proprio Ad charisma tuendum y desde el 8 de agosto de 2023 se configura como una "asociación de sacerdotes".
También es denominada la Obra, ya que el término latino Opus Dei significa «obra de Dios». Desde el 23 de enero de 2017 está dirigido por el sacerdote español Fernando Ocáriz Braña.

## Generalidades
Las prelaturas personales se regulan en los artículos 294 a 297 del Código de Derecho Canónico, que establecen que una prelatura debe estar gobernada por un prelado y compuesta por sacerdotes que forman el clero propio de la prelatura. Cuenta con la cooperación orgánica de laicos (denominados, en el caso de la prelatura del Opus Dei, numerarios, supernumerarios o agregados) para sus fines pastorales.
El Opus Dei, fundado en 1928, fue aprobado por primera vez en 1941 por el obispo de Madrid (España), Leopoldo Eijo y Garay. En 1950 la Santa Sede lo aprobó como Instituto Secular, rigiéndose por sus propios estatutos y dependiendo de la Congregación de Religiosos. Tras solicitarlo, fue erigida como prelatura personal (es decir, no territorial) el 28 de noviembre de 1982 por el papa Juan Pablo II, siendo la única existente hasta la actualidad. La prelatura depende actualmente del Dicasterio para el Clero.
De acuerdo con la propia organización, la misión del Opus Dei consiste en fomentar la conciencia de la llamada universal a la santidad en la vida ordinaria.
Según datos de la Santa Sede, a 2021 el Opus Dei cuenta con 2132 sacerdotes y un total de 93 454 miembros. El 57 % de los miembros del Opus Dei son mujeres y cerca del 90 % reside en Europa y América.
La prelatura no tiene propiamente patrimonio. Son de su propiedad la Sede Central en Roma y algunos lugares de poca relevancia en los diversos países en los que trabaja. No pertenecen a la prelatura las propiedades de sus miembros, fieles corrientes. Algunos autores han querido atribuir al Opus Dei propiedades. Se han llegado a atribuir, en 2005, alrededor de 2800 millones de dólares estadounidenses, según un estudio de John Allen, cifra que también se encuentra en otras referencias.
El Opus Dei ha recibido reconocimiento y apoyo de los papas, de diversas autoridades católicas y de otras personalidades, así como críticas por proselitismo agresivo o sectarismo. Pese a que las autoridades del Opus Dei siempre han negado cualquier implicación política, ha sido calificada por sus detractores como organización conservadora o ultraconservadora por sus posiciones doctrinales y sociopolíticas.

## Historia

### Periodo fundacional
El Opus Dei fue fundado, originalmente sin este nombre, por el sacerdote español Josemaría Escrivá de Balaguer el 2 de octubre de 1928. En 1930, fundó la sección femenina del Opus Dei, y comenzó paulatinamente a desarrollarse.
En 1933 se abrió la Academia DYA, el primer centro de la institución, donde se impartían clases de Derecho y Arquitectura, para al año siguiente convertirse en residencia universitaria.
Entre el 6 de diciembre de 1934 y el 13 de mayo de 1964, Josemaría Escrivá nombró a diversos santos como intercesores del Opus Dei: San Pío X para encomendar las relaciones de la Obra con la Santa Sede; San Juan Bautista María Vianney, las relaciones de los reverendos ordinarios de los lugares en los que se encuentra presente la Prelatura; Santo Tomás Moro, las relaciones con las autoridades no eclesiásticas; San Nicolás de Bari, todo lo relacionado con los medios económicos necesarios para los apostolados de la Prelatura; y Santa Catalina de Siena, el apostolado de la Opinión Pública.
Hacia 1935 o 1936, en la Academia DYA, los miembros del Opus Dei comenzaron a practicar algunas costumbres que el fundador concibió como medios para alcanzar los fines de la institución y que pasarían a ser signos distintivos de la futura obra, entre las que se encuentran la corrección fraterna, las visitas a los pobres de la Virgen, las catequesis o el llamado "plan de vida", que incluye actos de piedad como la misa diaria, comunión, rezo del ángelus, visita al Santísimo, lectura espiritual, rezo del rosario y penitencia.
Durante la persecución religiosa durante la guerra civil española, Josemaría Escrivá se vio obligado a refugiarse en diversos lugares. En 1937, Escrivá y otros miembros del Opus Dei abandonaron la zona republicana cruzando los Pirineos por Andorra y llegando a Francia, desde donde regresaron a la zona dominada por los sublevados, donde la Iglesia no era perseguida. La contienda hizo suspender los proyectos del fundador del Opus Dei de extender la labor apostólica a otros países.
Tras la guerra civil, se inició en España la dictadura de Francisco Franco que, después de la persecución religiosa sufrida, contó con el apoyo de buena parte de la jerarquía eclesiástica. Terminada la guerra, Josemaría Escrivá regresó a Madrid y comenzó a expandir la labor del Opus Dei por otras ciudades de España: Barcelona, Valencia, Valladolid, Zaragoza, Sevilla. El inicio de la Segunda Guerra Mundial impidió los intentos de expandir el Opus Dei a escala internacional.
A lo largo de los años cuarenta, Josemaría Escrivá organizó estructuras de gobierno centrales, regionales y locales. Y estableció dos tipos de asambleas: los congresos generales, que estudiaban la marcha de la Institución y planteaban nuevos planes de expansión; y las semanas de trabajo regionales, que examinaban las experiencias formativas y apostólicas de las circunscripciones.
En 1941 fue aprobado como pía unión por el obispo de Madrid, Leopoldo Eijo y Garay, pues desde la fecha de su fundación en 1928 el Opus Dei había estado sin reconocimiento jurídico por parte de la Iglesia católica. Esta figura estaba englobada en las asociaciones de fieles, y no suponía un cambio de estado para sus miembros.
El 14 de febrero de 1943, Josemaría Escrivá encontró una solución jurídica que permitió la ordenación de sacerdotes dentro del Opus Dei, la Sociedad Sacerdotal de la Santa Cruz. Esto se vio reflejado un año después, el 25 de junio de 1944, cuando fue reconocida jurídicamente como sociedad de vida en común sin votos públicos por el obispo de Madrid, quien ordenó a los primeros sacerdotes del Opus Dei: Álvaro del Portillo, José María Hernández Garnica y José Luis Múzquiz. Esta sociedad sacerdotal está formada por algunos miembros varones del Opus Dei que se preparan para ser sacerdotes, y por los que se van ordenando. La figura de sociedad de vida en común pertenecía al estado de perfección, y sus miembros clérigos emitían los correspondientes votos de castidad, pobreza y obediencia.
Tras la Segunda Guerra Mundial, el fundador del Opus Dei se trasladó a vivir a Roma al darse cuenta de que si quería expandir sus enseñanzas alrededor del mundo, debía establecer la sede del Opus Dei en esa ciudad. En los años siguientes viajó por Europa para preparar el establecimiento del Opus Dei en diversos países.
En 1946 empezó la labor del Opus Dei en Portugal, Italia, Inglaterra, Irlanda y Francia.
A partir de su establecimiento en Roma, se comenzaron a fundar nuevos centros de enseñanza del Opus Dei, entre los que cabe destacar el Colegio Romano de la Santa Cruz (fundado en 1948 y actualmente uno de los dos seminarios de la prelatura), por el que pasarán a partir de entonces cientos de miembros "numerarios" del Opus Dei, que recibirán una formación espiritual y pastoral al tiempo que realizan estudios en diversos ateneos pontificios romanos. Con esos estudios, gran parte de dichos numerarios se preparan para el sacerdocio.
En 1947 el Opus Dei recibió la aprobación provisional por parte de la Santa Sede como instituto secular de derecho pontificio. La aprobación definitiva le fue otorgada en 1950. Al instituto pertenecen hombres y mujeres laicos y sacerdotes, tanto los que provienen de los laicos del instituto y que se ordenan para servir a este, como los sacerdotes diocesanos que continúan dependiendo de sus respectivos obispos.
Desde 1949 el fundador impulsó desde Roma la expansión del Opus Dei por todo el mundo. Antes de acabar ese año, irían los primeros miembros a Estados Unidos (Boston, Chicago y Washington D. C.) y México. Cada año se fueron sumando nuevos países.
En 1950 se empezó en Chile y Argentina. En 1951 fueron los primeros a Venezuela y Colombia. En 1952 se comenzó en Alemania; en 1953 tocó el turno a Perú y Guatemala; en 1954 se inició la labor en Ecuador; en 1956, en Suiza y Uruguay; en 1957 se dieron los primeros pasos en Austria, Brasil y Canadá; en 1958 se fue a El Salvador, Kenia y Japón; en 1959 a Costa Rica; en 1960 a Países Bajos,y en 1964 a Filipinas.
En 1951 se celebró el Primer Congreso General en Molinoviejo (Ortigosa del Monte, Segovia, España).
En 1952 comenzaron las actividades del Estudio General de Navarra, en Pamplona, que con el tiempo se convertiría en la Universidad de Navarra, con sedes en las ciudades de Pamplona, San Sebastián, Barcelona y Madrid.
En 1953 se fundó en Roma el Colegio Romano de Santa María, dirigido a numerarias, que es el equivalente del Colegio Romano de la Santa Cruz, con las mismas funciones que este, exceptuando la preparación para el sacerdocio, pues la Iglesia no lo permite. Escrivá erigió en el Colegio Romano de Santa María, el Istituto Internazionale di Pedagogia (24 de febrero de 1963).

### Periodo posfundacional
El 26 de junio de 1975 Josemaría Escrivá falleció en Roma. En ese momento pertenecían al Opus Dei unas 60 000 personas de 80 nacionalidades.

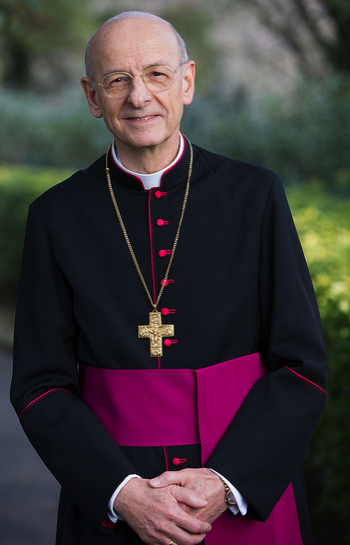
Fernando Ocáriz, actual prelado del Opus Dei.

En Huesca (España), se inauguró el 7 de julio de 1975 el actual Santuario de Torreciudad, un antiguo proyecto de su fundador que databa de 1960. El 15 de septiembre del mismo año, Álvaro del Portillo fue elegido para suceder al fundador.
Durante los años en los que Álvaro del Portillo estuvo al frente del Opus Dei, se comenzó la labor apostólica en los siguientes países: Bolivia (1978), el Congo, Costa de Marfil y Honduras (1980), Hong Kong (1981), Singapur y Trinidad-Tobago (1982), Suecia (1984), Taiwán (1985), Finlandia (1987), Camerún y República Dominicana (1988), Macao, Nueva Zelanda y Polonia (1989), Hungría y República Checa (1990), Nicaragua (1992), India e Israel (1993), y Lituania (1994).
El 28 de noviembre de 1982 Juan Pablo II erigió al Opus Dei como la primera prelatura personal de la Iglesia católica y nombró prelado a Álvaro del Portillo, al que en 1991 conferiría la ordenación episcopal. Intrínsecamente unida a la prelatura está la Sociedad Sacerdotal de la Santa Cruz, asociación de sacerdotes a la que pertenecen los sacerdotes de la prelatura y aquellos sacerdotes diocesanos que lo deseen (y que no dejan de depender en todo de sus respectivos obispos).
El 15 de octubre de 1984 fue fundado en Roma el Centro Académico Romano de la Santa Cruz, que posteriormente la Santa Sede elevaría al rango de Universidad Pontificia, el 9 de enero de 1990, pasando a ser la actual Pontificia Universidad de la Santa Cruz.
En 1994 falleció Álvaro del Portillo, siendo elegido como su sucesor Javier Echevarría, que fue ordenado obispo en 1995. Echevarría fue prelado hasta su fallecimiento en 2016.
El 23 de enero de 2017 el papa Francisco nombró prelado del Opus Dei a Fernando Ocáriz Braña tras confirmar la elección realizada por el Tercer Congreso Electivo, celebrado tras el fallecimiento del anterior prelado, pero no ha sido ordenado obispo por decisión del papa Francisco, que hizo normativa en el motu proprio Ad charisma tuendum. En la votación, participaron 194 miembros de la prelatura.

#### Casos de abuso sexual
En 2005 el primer caso públicamente conocido de abuso sexual por parte de un miembro del Opus Dei, el del sacerdote John McCloskey, se zanjó con una indemnización de 977 000 $ dólares.En diciembre del 2019 el Opus Dei sancionó a un laico integrante de su gobierno en la Región del Plata por un menor abusado sexualmente en Uruguay y en 2023 ocho abusos en esa Región, tres perpetrados por sacerdotes y cinco por laicos, algunos de ellos fallecidos o ya expulsados del Opus Dei. En julio de 2020, el Opus Dei reconoció públicamente el caso de abuso sexual que envolvió al sacerdote Manuel Cociña, un miembro español de la Obra.

### Reforma decretada por el papa Francisco
El 22 de julio de 2022, el papa Francisco emitió el motu proprio Ad charisma tuendum, mediante el cual ubicó al Opus Dei bajo dependencia del Dicasterio para el Clero, ante el cual deberá presentar anualmente «un informe sobre el estado de la Prelatura y sobre el desarrollo de su labor apostólica». Asimismo, dispuso que la cabeza del Opus Dei no podrá convertirse en obispo, precisando que era más conveniente instituir «una forma de gobierno basada en el carisma más que en la autoridad jerárquica, por lo que el prelado no será honrado con el orden episcopal».De la misma manera, el papa Francisco dispuso en el Art. 5 de dicho motu proprio que "considerando que las insignias pontificias están reservadas para aquellos investidos con el orden episcopal, al Prelado del Opus Dei se le concede, en razón de su oficio, el uso del título de Protonotario Apostólico supernumerario con el título de Reverendo Monseñor y, por lo tanto, podrá usar las insignias correspondientes a este título".
El 8 de agosto de 2023, el papa Francisco emitió un nuevo motu proprio mediante el cual modificó los cánones 295 y 296 del Código de Derecho Canónico con el fin de adecuarlos a la Constitución Apostólica Praedicate Evangelium, disponiendo que la Prelatura personal se «asimila a las asociaciones clericales públicas de derecho pontificio con facultad de incardinar clérigos», que sus estatutos pueden ser «aprobados o emanados por la Sede Apostólica» y que el Prelado actúa «como Moderador, dotado de las facultades de un Ordinario».

## Canonización del fundador y causas de otros miembros
Tras el fallecimiento de Josemaría Escrivá, la Santa Sede recibió miles de cartas -entre ellas, las de un tercio del episcopado mundial- solicitando la urgente apertura del proceso de beatificación y canonización. Finalmente, su causa se introdujo en 1981 y el 17 de mayo de 1992, Juan Pablo II beatificó a Josemaría Escrivá de Balaguer y el 6 de octubre de 2002, fue canonizado por el mismo papa.

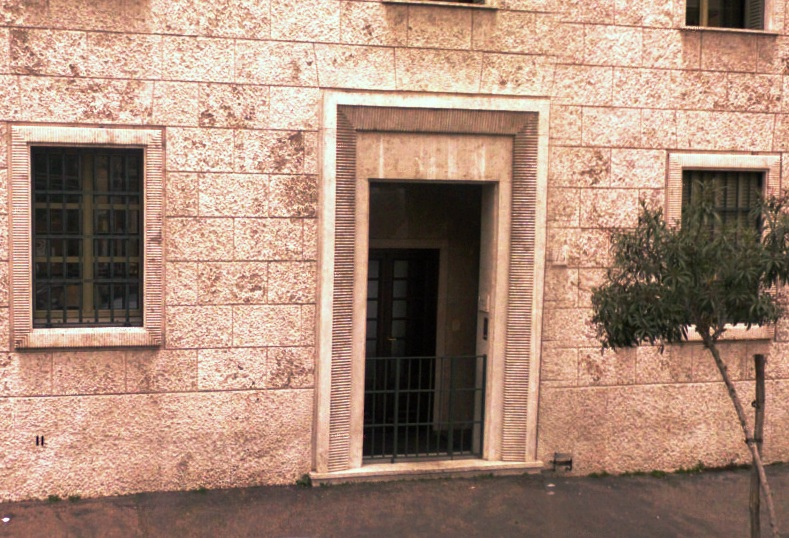
Puerta de entrada de la iglesia prelaticia del Opus Dei, en la que se encuentra la tumba de Josemaría Escrivá.

El proceso de canonización de Escrivá gozó del apoyo de destacadas figuras de la jerarquía eclesiástica, pero estuvo también marcado por la polémica y la oposición; según algunos, por ejemplo, fue inusualmente rápido, aunque otros han sostenido que dicha apreciación se debería a una comparación anacrónica, puesto que comparada con las causas de canonización contemporáneas la duración de su proceso habría sido de un tiempo normal.
Entre las voces favorables se encuentran, por ejemplo, el arzobispo de París, monseñor François Marty, que en 1979 afirmó que si "la Iglesia reconociese la santidad de Monseñor Escrivá (…), el mundo entero obtendría un gran beneficio", o el del cardenal František, arzobispo de Praga, que dijo pocos meses después de su fallecimiento: "Su muerte ha sellado una ejemplar vida cristiana y sacerdotal, modelo para la Iglesia". García Lahiguera, arzobispo de Valencia, que trató a Escrivá durante más de 40 años, dijo que "contemplando su vida" se podía decir que "Josemaría Escrivá de Balaguer y Albás era un santo", y el cardenal Ángel Suquía afirmó en la clausura del proceso de virtudes (paso previo a la canonización) que tenía la "segura esperanza" de que su canonización serviría "para despertar y promover deseos y propósitos de santidad".
Hay abiertas otras causas de canonización de fieles de la prelatura del Opus Dei:
- Listado de personas del Opus Dei en proceso de beatificación o de canonización:
  - Obispos:
    - Beato Álvaro del Portillo, sucesor de Escrivá, quien fue beatificado el 27 de septiembre de 2014, en Madrid, España.
    - Adolfo Rodríguez Vidal, obispo español y primer sacerdote del Opus Dei en Chile.
    - Juan Larrea Holguín, arzobispo de Guayaquil y primer numerario ecuatoriano.

  - Sacerdotes:
    - José María Hernández Garnica, sacerdote nacido en Madrid.
    - José Luis Múzquiz de Miguel, sacerdote nacido en Badajoz.

  - Laicos:
    - Beata Guadalupe Ortiz de Landázuri,[87] química y profesora, hermana de Eduardo Ortiz de Landázuri, fue beatificada el 18 de mayo de 2019, en Madrid, España.
    - Venerable Montse Grases,[88] una estudiante universitaria española.
    - Venerable Isidoro Zorzano,[89] ingeniero y obrero español de origen argentino.
    - Venerable Ernesto Cofiño,[90] pediatra guatemalteco.
    - Toni Zweifel, ingeniero suizo.
    - Eduardo Ortiz de Landázuri, médico español, y su esposa Laura Busca Otaegui.
    - Dora del Hoyo Alonso, que trabajó toda su vida en el ámbito doméstico.
    - Encarnita Ortega Pardo, una de las primeras mujeres del Opus Dei.
    - El matrimonio formado por Tomás Alvira y Paquita Domínguez, él doctor químico y ella maestra.

### Candidatos para iniciar proceso
- Carmen Escrivá de Balaguer y Albás (1899–1957), laica; cooperadora (Barbastro, España – Roma, Italia)[91]
- Pepe Serret (1941-1993), empresario español; supernumerario (Vallfogona de Balaguer – Barcelona, España)[92][93][94]
- Ruth Van Kooy Pakaluk (1957–1998), activista antiabortista de Estados Unidos; supernumeraria (Massachusetts, Estados Unidos)[95][96][97]
- Francisco "Paco" González-Barros Albardonedo (1924-2001), empresario español; supernumerario (Pontevedra – Madrid, España)
- Ramona "Moncha" González Penas de Gonzáles-Barros (1931-2006), ama de casa; supernumeraria (Pontevedra – Madrid, España)
- Margaret Atieno Ogola (1958–2011), médica y escritora keniana; supernumeraria (Asembo – Nairobi, Kenia)[98][99]
- Javier Echevarría Rodríguez (1932–2016), Prelado del Opus Dei (Madrid, España – Roma, Italia)
- Adoración "Dory" Tañega (1929–2017), psiquiatra infantil filipina; numeraria (Manila, Filipinas)
- Pedro Ballester Arenas (1996–2018), estudiante británico de ingeniería química; numerario (Inglaterra, Reino Unido)[100]
- Placido Mapa Jr. (1932–2019), empresario filipino; supernumerario (Negros Occidental – Manila, Filipinas)[101]
- Richard "Dick" Rieman (1925–2019), sacerdote estadounidense (Illinois – Massachusetts, Estados Unidos)[102]

## Mensaje
El Opus Dei fue fundado como «…camino de santificación dirigido a toda clase de personas», lo que resultaba novedoso, pues en aquella época era común pensar que solo los religiosos podían ser santos.
Según explicaba el propio Josemaría Escrivá, la finalidad del Opus Dei es «contribuir a que haya en medio del mundo hombres y mujeres de todas las razas y condiciones sociales que procuren amar y servir a Dios y a los demás hombres en y a través de su trabajo». Para su fundador, la actividad principal del Opus Dei es dar formación a sus miembros y a la gente que quiere recibirla, hasta el punto de que a veces resumía el papel del Opus Dei como «una gran catequesis».
Se presenta aquí un resumen de las enseñanzas de Escrivá de Balaguer, el mensaje oficial del Opus Dei:
- Vida ordinaria. Siendo miembros de la familia de Dios a través del bautismo, los cristianos están llamados a la santidad, una vida coherente con su nueva condición de hijos de Dios. La mayoría de los cristianos deben santificarse en el mundo, escribe Escrivá. Así siguen las pisadas de Jesús que según la Biblia trabajó como carpintero y vivió como hijo de una familia judía en una pequeña aldea durante 30 años.
- Santificación del trabajo. Cualquier trabajo honrado que hacen los cristianos debe ser hecho con espíritu de excelencia, como un servicio efectivo para las necesidades de la sociedad. Así será un ofrecimiento debido para Dios, ya que "en su trabajo de servicio, Jesús hizo todo bien" (Marcos 7:37).
- Oración y mortificación. De la caridad (amor de Dios) brota la oración constante, apoyada en normas de piedad por las que el cristiano se relaciona con Jesús sacramentado y con la Virgen María. La mortificación, práctica antiquísima de la Iglesia (incontables santos y cristianos la han practicado desde inicios del cristianismo), es la "oración de los sentidos". Esta consiste en hacer pequeños o grandes sacrificios (como retrasar un vaso de agua por 5 minutos, sonreír cuando se está cansado, tomar un ducha fría, etcétera), dándoles una dimensión contemplativa hacia Jesucristo en la cruz. Los cristianos que se mortifican procuran hacerlo por desagravio al Señor (repararle por los pecados propios y ajenos), para pedir más intensamente por algún motivo (conversión de un amigo), crecer en la virtud de la fortaleza, en un amor a Dios más sobrenatural, etcétera. Las mortificaciones o sacrificios se ofrecen a Dios en cualquier circunstancia de la jornada, aunque se ofrecen a Dios de manera más intensa en la Misa, la cual es centro y raíz de la vida cristiana, como dijo el fundador de la Obra.[106]
- Caridad y apostolado. Los cristianos deben dar la máxima importancia a la virtud de la caridad: comprensión, compasión, cortesía, ayuda a los necesitados y corrección fraterna. La caridad exige el apostolado, dando lo mejor a la gente: el mismo Dios, fuente de paz y alegría.
- Unidad de vida. El cristiano que practica estas enseñanzas no tiene una doble vida, una vida de fe completamente ajena a su trabajo cotidiano. Por el contrario, tiene una "unidad de vida" —una unión profunda con Jesucristo, Dios perfecto y Hombre perfecto, una persona en que la potencia divina se une con la ordinaria actividad humana—. Así, el trabajo de un verdadero cristiano se transforma en trabajo de Dios, Opus Dei. Este cristiano, a pesar de los defectos que trata de erradicar con humildad, es "alter Christus, ipse Christus", es decir "otro Cristo, el mismo Cristo".[107]

Según Escrivá, el fundamento de la vida cristiana es una conciencia personal de la filiación divina. "La alegría viene de saberse hijos de Dios", dice Josemaría. El Opus Dei, dice, es "un ascetismo sonriente".
La espiritualidad de la institución se recoge, en gran medida, en la obra de Escrivá de Balaguer “Camino”, una serie de 999 puntos de meditación para orientar a los fieles.
La idea de la llamada universal a la santidad fue predicada por San Agustín y por San Francisco de Sales, que sin embargo daban énfasis a la liturgia y las oraciones. "Escrivá es más radical... Para él, es el mismo trabajo material lo que debe transformarse en oración y santidad", según reflejó el cardenal Albino Luciani, que más tarde sería papa con el nombre de Juan Pablo I.
Las premisas del mensaje del Opus Dei de que todos los cristianos pueden y deben ser santos son las siguientes: los cristianos creen que:
1. Son "pobres criaturas" hechos de la nada y que "su soberbia les lleva a rebelarse con su Creador";
2. Cristo es el Dios vivo que "nos creó y nos mantiene en existencia" y "el único que puede satisfacer los deseos del corazón humano";
3. Cristo es un Salvador que "nos ama como loco" y es él quien tiene más interés en que seamos santos: "Esta es la voluntad de Dios: vuestra santificación" (Tess 4:3);
4. "Este Cristo que está vivo es un Cristo que está cercano".

Con el Espíritu Santo residiendo en un cristiano que está dispuesto a aprender, el espíritu humano que se creó para amar, dijo Escrivá, está llevado a través de un "plano inclinado", que empieza con la repetición ferviente de oraciones cortas y entonces "se deja paso a la intimidad divina, en un mirar a Dios sin descanso y sin cansancio...". Así, una de sus enseñanzas favoritas es el mandato bíblico de que «todos deben amar a Dios con todo el corazón, alma, poder y mente, un amor que no se reserve nada, un amor que los padres deben transmitir todo el día a sus niños» (Dt 6,4-9), y que Cristo llamó «el mandamiento más grande» (Mt 22,37-40). Y también Escrivá apunta al mandamiento nuevo de Jesús: «Amar unos a otros como yo os amé» (Jn 13,34).

## Estructura institucional
La prelatura está integrada tanto por presbíteros y diáconos del clero secular, como de fieles laicos, hombres y mujeres,, incorporados en forma temporal o definitiva mediante un contrato de cooperación orgánica, gobernados por un prelado.
Anteriormente a ser erigida como prelatura personal, ya en 1947 obtuvo la aprobación de la Santa Sede como Instituto Secular de Derecho Pontificio, siendo aprobados unos estatutos en 1950. Escrivá solicitó la conversión en prelatura personal en 1962, y no fue sino hasta el papado de Juan Pablo II cuando finalmente se le concedió esta petición.
La constitución apostólica Ut sit erigió al Opus Dei como prelatura personal de la Iglesia católica el 28 de noviembre de 1982. Según Juan Pablo II «se vio con claridad que tal figura jurídica se adaptaba perfectamente al Opus Dei (…), teniendo presente la naturaleza teológica y genuina de la institución.»
Como prelatura personal, su clero está sometido directamente a la jurisdicción y a la autoridad del prelado del Opus Dei, y este a su vez, a la del papa, por tanto no está sometido ni a la jurisdicción ni a la autoridad de los obispos diocesanos. Esto le ha dado amplia independencia dentro de la Iglesia católica para ejercer su apostolado, pues, a diferencia de las diócesis, que tienen una jurisdicción territorial, las prelaturas personales —como los ordinariatos militares— se encargan de personas en cuanto a algunos objetivos particulares sin tener en cuenta donde viven. En cuanto a los laicos del Opus Dei, ya que no son diferentes de otros católicos, "continúan bajo la jurisdicción del obispo diocesano", en las palabras de Ut sit. Estas estructuras seculares son muy diferentes de las órdenes religiosas o las congregaciones.
Según críticos al Opus Dei como Juan José Tamayo-Acosta, teólogo y profesor de la Universidad Carlos III de Madrid, Hans Küng, Leonardo Boff, Michael Walsh (exjesuita) y Kenneth Woodward, periodista de Newsweek, el Opus Dei con esta categoría jurídica se convirtió de facto en una «Iglesia dentro de la Iglesia», debido a su gran independencia dentro de la misma por no estar sometida a la jurisdicción directa de las diócesis territoriales.
Por el contrario, desde el Opus Dei se señala: «Ninguna parte de la Iglesia constituye “una iglesia dentro de la Iglesia”, sino justamente lo contrario: cada parte promueve vínculos de comunión respecto a toda la Iglesia. (…) La legítima autonomía del Opus Dei para llevar a cabo su misión eclesial, como por lo demás la autonomía que en diversos grados es propia de todo fiel y de cualquier realidad eclesial, es siempre autonomía en la comunión con la Iglesia universal y el Romano Pontífice, y con las Iglesias particulares y los obispos diocesanos. En este sentido, el Opus Dei, en su actual configuración como prelatura, goza de la autonomía propia de los entes de la constitución jerárquica de la Iglesia (cuya cabeza es un sujeto con potestad episcopal), que es distinta de la autonomía propia de los entes de estructura asociativa».

### Gobierno del Opus Dei
La prelatura personal de la Santa Cruz y del Opus Dei ha sido gobernada por tres prelados, los dos primeros de los cuales fueron obispos titulares, pero desde el motu proprio del 14 de julio de 2022 el prelado ya no podrá ser obispo. Previamente a la erección de la prelatura, el gobierno estaba a cargo de presidentes generales, presbíteros, el primero de los cuales fue el fundador del Opus Dei.

#### Presidentes generales del Opus Dei
| Foto | Nombre                                        | Período                                          | Fin del cargo (razón) |
|      | San Josemaría Escrivá de Balaguer †           | 2 de octubre de 1928-26 de junio de 1975         | Falleció              |
|      | Beato Álvaro del Portillo y Diez de Sollano † | 15 de septiembre de 1975-28 de noviembre de 1982 | Nombrado prelado      |

#### Prelados de la Santa Cruz y del Opus Dei
| Foto | Nombre                                        | Período                                      | Fin del cargo (razón) |
|      | Beato Álvaro del Portillo y Diez de Sollano † | 15 de septiembre de 1975-23 de marzo de 1994 | Falleció              |
|      | Javier Echevarría Rodríguez †                 | 20 de abril de 1994-12 de diciembre de 2016  | Falleció              |
|      | Fernando Ocáriz Braña                         | Desde el 23 de enero de 2017                 |                       |

### Organización territorial
La curia de la prelatura personal tiene su sede en Roma, en donde el prelado —único designado por el papa y único cargo vitalicio— está acompañado de tres vicarios: auxiliar, general y secretario central. El prelado cuenta con la colaboración de la Asesoría Central —consejo de mujeres— y del Consejo General —de hombres—. Los vicarios son designados por el prelado, quien también erige o modifica las circunscripciones de la prelatura en diversas partes del mundo. Estas son de tres tipos —con personalidad jurídica— según su grado de desarrollo: regiones, cuasi regiones y delegaciones dependientes del prelado. Al frente de las dos primeras, el prelado designa por quinquenios a vicarios regionales, y al frente de las terceras a vicarios delegados. Los vicarios regionales están asesorados por la Asesoría Regional para mujeres y por la Comisión Regional para hombres. Algunas regiones son subdivididas por el prelado en delegaciones dependientes del vicario regional, las que, lo mismo que las dependientes directamente del prelado, tienen al frente un vicario delegado asesorado por una asesoría para mujeres y una comisión para hombres.
A nivel local, en algunas ciudades los vicarios regionales o delegados erigen centros de la prelatura, que son las estructuras de base. Los centros son de mujeres o de hombres y cada uno tiene a su frente un laico director o directora que preside un consejo local, y con al menos otros dos fieles de la prelatura. Para la atención espiritual de los fieles de cada centro el prelado designa un sacerdote.
La prelatura tiene establecidos centros y labor estable en 64 países y en Puerto Rico, Hong Kong, Macao y Taiwán. En al menos otros 8 países la prelatura desarrolla una labor todavía sin centros estables.
Luego de la reestructuración comenzada en 2021, el número de circunscripciones independientes se redujo a 25:
14 regiones
- África Oriental y Meridional (comprende Kenia, Uganda y Sudáfrica, y sin labor estable Tanzania y Ruanda)
- América Central (comprende: Guatemala, Honduras, El Salvador, Nicaragua, Costa Rica y Panamá)
- Brasil
- Caribe (comprende Venezuela, Puerto Rico, República Dominicana y Trinidad y Tobago)
- Chile
- Colombia y Ecuador
- Del Plata (comprende Argentina, Bolivia y las delegaciones de: Paraguay y Uruguay)
- España (comprende también Líbano y Kazajistán) 
  - Delegación del Noroeste (comprende Castilla y León [excepto Ávila, Soria y Segovia], Galicia, Asturias y Cantabria)
  - Delegación de Pamplona (comprende el País Vasco, Navarra, La Rioja y la provincia de Soria)
  - Delegación de Aragón y Levante (Aragón [excepto la ciudad de Barbastro y el santuario de Torreciudad], Comunidad Valenciana, Murcia, Islas Baleares y Albacete)
  - Delegación de Barcelona (Cataluña, Andorra, Barbastro y el santuario de Torreciudad)
  - Delegación de Madrid Oeste (zona oeste de la Comunidad de Madrid, Ávila, Toledo y Ciudad Real)
  - Delegación de Madrid Este (zona este de la Comunidad de Madrid, Islas Canarias, Cuenca, Guadalajara y Segovia)
  - Delegación de Andalucía Occidental (Extremadura, Ceuta, Huelva, Sevilla, Cádiz y Córdoba)
  - Delegación de Andalucía Oriental (Melilla, Málaga, Almería, Jaén y Granada)[122]
- Estados Unidos y Canadá
- Filipinas (que también comprende Indonesia)
- Italia
- México
  - Delegación de Guadalajara (comprende los estados de Aguascalientes, Colima, Guanajuato, Jalisco, Michoacán, Nayarit, Querétaro, San Luis Potosí y Zacatecas)
  - Delegación de Monterrey (comprende los estados de Baja California, Baja California Sur, Coahuila, Chihuahua, Durango, Nuevo León, Sinaloa, Sonora y Tamaulipas)
- Perú
- Portugal

8 cuasi regiones
- África Central Oeste (comprende Camerún, Costa de Marfil y la República Democrática del Congo)
- Asia Oriental y Meridional (comprende: Japón, India, Sri Lanka, Singapur, Hong Kong, Macao, Taiwán, Corea del Sur y sin labor estable Cantón, Malasia, Tailandia y Vietnam)
- Australia y Nueva Zelanda
- Europa Central (comprende Alemania, Austria, Suiza, Hungría y Rumania)
- Europa Central Norte (comprende Chequia, Eslovaquia, Finlandia, Estonia, Lituania, Letonia y Polonia)
- Europa del Noroeste (comprende Gran Bretaña, Irlanda, Países Bajos, Suecia, y sin labor estable Dinamarca y Noruega)
- Francia y Bélgica (y sin labor estable Luxemburgo)
- Nigeria

3 delegaciones dependientes del prelado
- Croacia y Eslovenia
- Jerusalén (comprende Tierra Santa)
- Rusia

## Tipos de miembros
El Opus Dei es una prelatura personal formada por presbíteros, diáconos y laicos, a cuyo frente se encuentra un prelado. Por último, la Sociedad Sacerdotal de la Santa Cruz es una asociación sacerdotal intrínsecamente unida a la prelatura, a la que pueden pertenecer los sacerdotes diocesanos. Cuando se dice que una persona pertenece al Opus Dei, se quiere decir que se encuentra en alguna de esas categorías: los sacerdotes de la prelatura, los laicos que se dedican a sus obras apostólicas y los sacerdotes diocesanos de la Sociedad Sacerdotal de la Santa Cruz.
A su vez, dentro de cada grupo existen varios subtipos:
- Sacerdotes de la Prelatura: pueden ser numerarios o agregados.
- Laicos: pueden ser numerarios/numerarias (o numerarias auxiliares), agregados/agregadas, o supernumerarios/supernumerarias.[123]
- Sacerdotes diocesanos: pueden ser agregados o supernumerarios.

Por último, ambas instituciones (la prelatura y la Sociedad Sacerdotal) admiten Cooperadores (de cualquier tipo la primera, solo sacerdotes diocesanos la segunda), que sin pertenecer a ellas les prestan ayuda de forma estable, con sus limosnas, sus oraciones o su trabajo.
El Prelado del Opus Dei (Fernando Ocariz) explica el modo en que los distintos miembros del Opus Dei viven su vocación en su Carta pastoral del 28 de octubre de 2020.

### Sacerdotes del Opus Dei
Representan menos del 2 % del total de sus miembros, lo que da al Opus Dei una naturaleza fundamentalmente laica dentro de la Iglesia católica. Proceden de los numerarios y agregados laicos del Opus Dei. Principalmente, atienden a los miembros laicos y trabajan en las labores apostólicas. Los principales cargos de gobierno en la prelatura (prelado, vicarios regionales y vicarios delegados) suelen estar ocupados por miembros de esta categoría.
Los sacerdotes que forman el clero de la prelatura fueron llamados por el prelado a hacerse sacerdotes, y aceptaron esa llamada libremente. Realizan sus estudios sacerdotales en centros o en seminarios del Opus Dei (no en seminarios diocesanos), y el Opus Dei se responsabiliza de su sustento (alojamiento, ropa, etcétera).
Los sacerdotes numerarios y agregados viven como los laicos numerarios y agregados, respectivamente: los sacerdotes numerarios en centros de la prelatura, y los sacerdotes agregados con su familia, en residencias, solos, etcétera. Varios sacerdotes numerarios han sido ordenados obispos por el papa.

### Laicos del Opus Dei
Como ya se ha señalado, los laicos suponen la inmensa mayoría de los miembros del Opus Dei (más del 97 %). Existen varios tipos de miembros laicos en la Prelatura del Opus Dei: supernumerarios, numerarios, agregados y numerarias auxiliares. Las diferencias entre ellos consisten principalmente en si viven el celibato o no y si viven en centros de la prelatura o no. Una y otra cosa determinan la disponibilidad de los miembros para ayudar en las actividades apostólicas de la Prelatura.

#### Supernumerarios
Son los más numerosos, representando actualmente cerca del 70 % del total de miembros. Los supernumerarios no tienen compromiso de celibato (es decir, pueden casarse), viven y trabajan donde consideran oportuno, y buscan la santificación con su vida ordinaria, además de tener un plan de vida espiritual con diversos medios de formación y prácticas de piedad. Debido a su profesión y obligaciones familiares, los supernumerarios no poseen tanta disponibilidad como los numerarios y agregados, pero suelen colaborar económicamente con el Opus Dei u ofrecer apoyo según las circunstancias se lo permitan. No ocupan cargos directivos.
Aunque a veces se hable en masculino, en todos los grupos hay varones y mujeres: numerarios y numerarias, etcétera. Ambas secciones (masculina y femenina) son, en cuanto a lo apostólico, independientes (distintos centros y distintas labores apostólicas). Sin embargo, la sección femenina, mediante algunas de sus supernumerarias, agregadas y auxiliares, se ocupa a menudo de la administración (labores de limpieza, cocina y servicio doméstico) de los centros de las secciones masculinas. Durante estas labores de servicio doméstico se coordina para evitar la coincidencia presencial o contacto visual entre los miembros de ambas secciones (masculina y femenina). En este sentido, la sección masculina no es operativamente independiente de la femenina. Al mismo tiempo, la labor apostólica de la sección femenina depende del trabajo pastoral de los sacerdotes numerarios pertenecientes a la sección masculina.

#### Agregados
Son miembros con compromiso de celibato. Son aproximadamente un 10 % de los miembros del Opus Dei. Procuran santificar su profesión o labor, sus relaciones sociales y su vida familiar, haciendo apostolado y estando disponibles para atender encargos apostólicos que en sus centros del Opus Dei puedan encomendarles. Los agregados se diferencian de los numerarios en que no viven en centros del Opus Dei: los agregados, igual que sus conciudadanos, viven en su domicilio particular en el lugar que les resulte más conveniente. Hay quienes viven solos, quienes viven con sus padres o hermanos, y quienes viven junto con otros agregados en residencias establecidas al efecto. Por motivos de dedicación profesional o laboral, u otros motivos familiares o personales, no están tan disponibles como un numerario para ocupar cargos de gobierno, pero también están implicados en la labor apostólica de la Obra, ofreciendo dirección espiritual y formación a otros miembros y a otras personas que participan en la labor apostólica del Opus Dei. Reciben formación en filosofía y teología y algunos se ordenan como sacerdotes de la Prelatura.

#### Numerarios
Comprenden aproximadamente el 20 % de los miembros. Los numerarios y numerarias son miembros con compromiso de celibato que, generalmente, viven en un centro del Opus Dei. Pueden ejercer una profesión civil, pero han de estar dispuestos a renunciar a su ejercicio si la Prelatura se lo solicita para ejercer otra función dentro de la organización.
Son los primeros responsables de la formación de los demás miembros del Opus Dei, y suelen desempeñar los cargos directivos. Reciben una formación filosófica y teológica que, a lo largo de su vida, es comparable a la recibida por los sacerdotes en los seminarios.

#### Numerarias auxiliares
Son numerarias que se dedican en exclusiva al trabajo del hogar en los centros del Opus Dei. Al ser esa su tarea profesional, no desempeñan cargos directivos.
En los estatutos del Opus Dei se dice acerca de las numerarias auxiliares:

"(...) además, en la sección de mujeres, las Numerarias auxiliares, con la misma disponibilidad que las demás Numerarias, dedican su vida principalmente a los trabajos manuales u oficios domésticos, que acogen voluntariamente como trabajo profesional propio, en las sedes de los centros de la Obra."
(n. 9)

### Sacerdotes de la Sociedad Sacerdotal de la Santa Cruz
La Sociedad Sacerdotal de la Santa Cruz es una asociación de clérigos (sacerdotes), intrínsecamente unida a la prelatura personal del Opus Dei. Pertenecen a ella los presbíteros y diáconos diocesanos que lo desean y los sacerdotes (agregados y numerarios) del clero de la prelatura. Forman parte de ella unos 1900 sacerdotes diocesanos y los 2100 sacerdotes de la prelatura (año 2017). El prelado del Opus Dei es el presidente de la Sociedad.

### Cooperadores del Opus Dei
Los cooperadores del Opus Dei no son miembros de la prelatura, pero colaboran de distintas formas con esta (con oraciones, limosna o trabajo). Para ser Cooperador no es necesario ser cristiano sino, tan solo, tener deseos de colaborar con las actividades o fines del Opus Dei.
Los cooperadores pueden participar en las actividades educativas y de formación del Opus Dei. Asimismo, las comunidades religiosas pueden ser cooperadoras de la Prelatura. Actualmente existen cientos de estas comunidades que cooperan mediante sus oraciones por el Opus Dei y sus apostolados.

## Naturaleza del vínculo
Relacionado con la naturaleza de la figura de la prelatura personal, está la cuestión de la naturaleza del vínculo con los fieles laicos. Este vínculo es de naturaleza contractual para:
a) los autores que defienden la naturaleza asociativa de las prelaturas.
b) los documentos de la Iglesia católica (bula Ut Sit, Código de Derecho Canónico, Declaración Prelaturas Personales):
CDC: "mediante acuerdos establecidos con la prelatura, los laicos pueden dedicarse a las obras apostólicas de la prelatura personal". Declaración Prelaturas Personales: "Los laicos... que se dedican al cumplimiento del fin apostólico propio de la Prelatura... lo hacen mediante un vínculo contractual".
c) gran parte de los autores pertenecientes al Opus Dei. El propio Álvaro del Portillo, en su carta de 28-11-1982 escribía: "El cambio fundamental que recogen los actuales Estatutos consiste en que, desde ahora, los fieles de la Prelatura -es decir, las hijas y los hijos míos Numerarios, Agregados y Supernumerarios- continuarán dedicándose al fin apostólico del Opus Dei, mediante un vínculo de carácter contractual".
En cambio, el Opus Dei defiende, en los últimos años, que este vínculo no es de naturaleza contractual, sino que es similar al que un fiel tiene con su diócesis:
"el vínculo de los fieles con la Prelatura no es de naturaleza contractual, aunque la declaración que crea ese vínculo tenga una forma externa de tipo contractual" "no tiene naturaleza contractual porque ni la Prelatura ni los fieles pueden establecer o modificar a su arbitrio su contenido" (punto 11 del Catecismo del Opus Dei, Octava Edición, 2010). "la vinculación con la Prelatura no es de carácter asociativo, sino de índole jurisdiccional" (punto 9 del Catecismo del Opus Dei, Octava Edición, 2010)"Los seglares incorporados a la Prelatura son también fieles de la Diócesis a la que pertenecen por el domicilio o por el rito, como sucede con los fieles de los ordinariatos militares y otros ordinariatos personales. Para todo lo que se refiere a la misión del Opus Dei, sus fieles depende del propio Prelado" (punto 12 del Catecismo del Opus Dei, Octava Edición, 2010)
Independientemente de la calificación doctrinal que quiera darse (como "contractual" o no), es preciso distinguir entre el acto voluntario con el que el fiel se adscribe a la prelatura del Opus Dei y el contenido del vínculo, que es de naturaleza jurisdiccional.

## La administración de los centros del Opus Dei

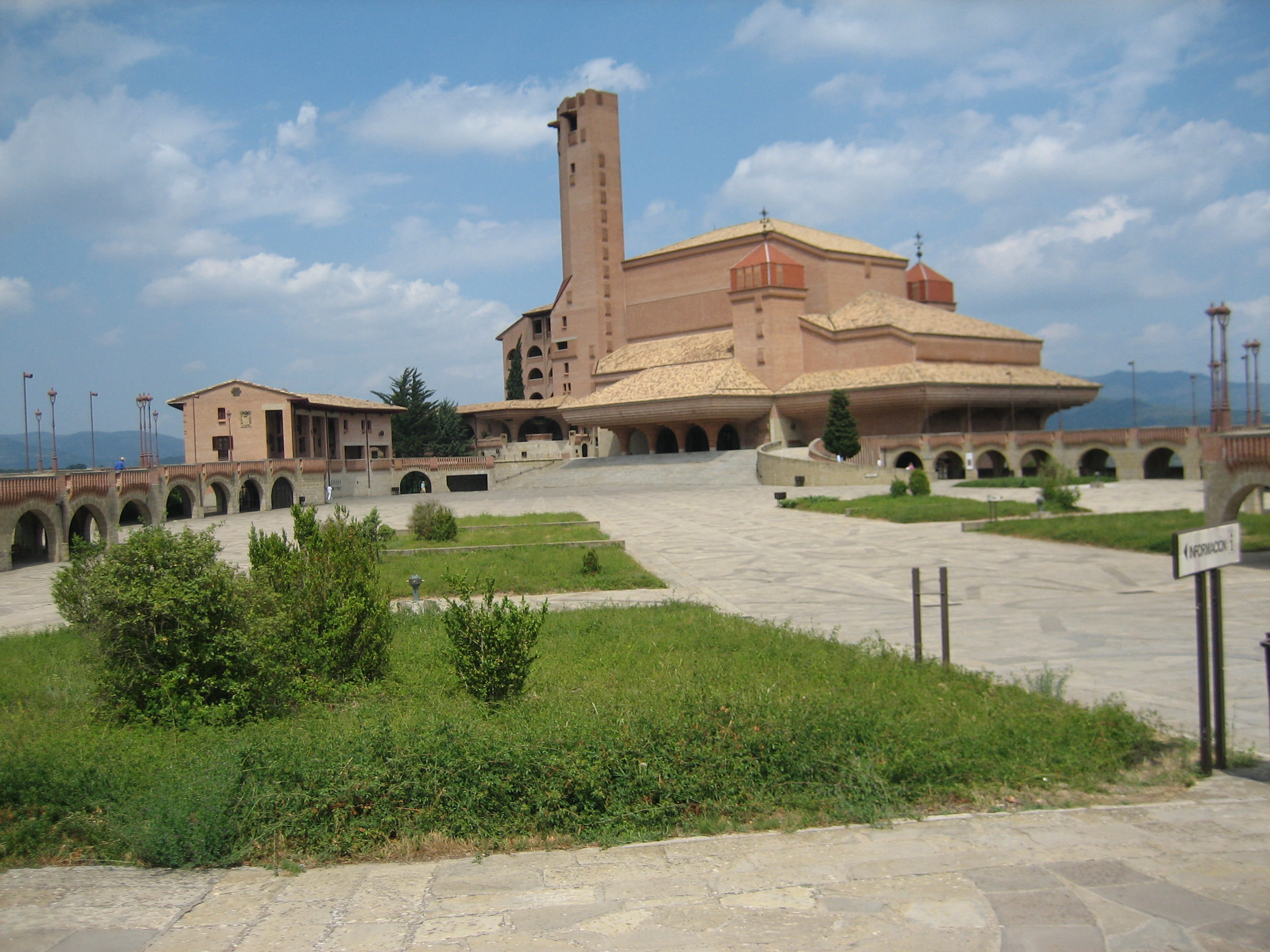
Santuario de Torreciudad, promovido por el Opus Dei.

Uno de los encargos que tiene la Sección femenina del Opus Dei es el de ocuparse de las labores domésticas en los Centros de la Prelatura, tanto de varones como de mujeres.
Para casi todas las numerarias auxiliares y para algunas numerarias, las tareas de mantenimiento de los Centros constituye su trabajo profesional y, por lo tanto, es donde deben buscar su propia santificación.
Cuando se trata de un Centro de varones, la separación entre los varones y las mujeres es total. De ordinario debe haber doble puerta entre la casa de las auxiliares y los residentes. No suele haber ningún tipo de relación entre las auxiliares y los residentes de los centros, hasta el punto de que es habitual que no conozcan a los nombres ni mantengan conversaciones. Las entradas de los numerarios y las auxiliares son siempre distintas, e incluso se procura que estén en calles distintas, para que las personas que viven en una y otra casa no se vean al salir y entrar.
John Allen aporta cuatro razones por las que se vive esta separación: primero, porque así lo estableció Escrivá. Es parte del carisma fundacional; segundo, en términos de formación doctrinal y espiritual, hay algunas ventajas en tener a hombres y mujeres separados. Las mujeres pueden hablar con tranquilidad de su maternidad, sin que estén los hombres presentes; mientras que estos charlan más cómodamente de deportes. Además, la separación permite cierta claridad administrativa, cada sección se ocupa de las actividades de su sección; tercero, los numerarios son personas que se han comprometido en vivir el celibato, por lo que se puede justificar cierto grado de prudencia en su trato con personas del otro sexo. Evidentemente, como personas normales van a estar en contacto con personas del sexo opuesto a lo largo de la jornada, pero al menos, en sus dependencias y en su vida espiritual privada, tener un cierto grado de separación evita situaciones en las que podrían comprometer su compromiso; y finalmente, el cuarto motivo se centra en una razón histórica: las autoridades eclesiásticas, en especial el Vaticano, desde siempre han dudado de la posibilidad de un solo cuerpo dentro de la Iglesia católica en la que hombres y mujeres compartieran la misma actividad apostólica y una idéntica vocación. Con los franciscanos y dominicos, por ejemplo, concurrieron comunidades de hombres y mujeres que trataban de vivir el espíritu de san Francisco de Asís y santo Domingo de Guzmán, pero permaneciendo tanto institucional como jurídicamente separadas la una de la otra. Ese miedo tradicional provenía del pensamiento de que mezclar ambos sexos en la misma comunidad podría provocar cierta promiscuidad. Pasado el tiempo, Escrivá se vio en la tesitura de que el Opus Dei se dividiera en dos realidades separadas, una para hombres, otra para mujeres, con lo que la unidad orgánica prevista por él se viera destruida. En ese contexto, la única solución viable para aplacar las preocupaciones del Vaticano era levantar un muro de separación, que acabara con cualquier sospecha de promiscuidad.

## Incorporación y salida
Para pertenecer al Opus Dei se requiere solicitarlo libremente. La incorporación formal a la Prelatura se realiza mediante una convención bilateral que estipula los compromisos mutuamente asumidos por el interesado y por la propia Prelatura.
El vínculo de los fieles con la Prelatura se establece mediante una declaración de naturaleza moral entre la persona que desea pedir la admisión (previamente solicitada por carta al prelado) y un representante del prelado, ante un testigo. Entre la solicitud por carta de la admisión al prelado y la incorporación jurídica definitiva del aspirante median al menos seis años y medio, a lo largo de los cuales el aspirante debe renovar su intención anualmente. En caso de no hacerlo, desaparecen las obligaciones mutuas, no devolviéndose en ningún caso las donaciones de bienes o dinero ni compensaciones por el trabajo realizado hasta ese momento.
El vínculo con la Prelatura cesa al terminar el plazo de vigencia del contrato, o antes, si la Prelatura así lo considera o si el interesado lo desea, solicitando dispensa al Prelado. En este último caso, para que se produzca dicho cese del vínculo entre la persona y la Prelatura, el interesado ha de hacer constar su deseo de abandonar voluntariamente la Prelatura. Por lo general, esta voluntad se manifiesta por escrito mediante una carta dirigida al prelado del Opus Dei. Dicha carta se hace llegar al prelado, a quien corresponde otorgar la dispensa de los deberes contraídos. No es necesario que esa carta exponga motivos: basta con que conste una voluntad libre, clara y explícita de no seguir adelante. La confirmación del cese del vínculo entre la persona y la Prelatura se transmite al interesado, intentando aclarar cualquier aspecto de su nueva situación y ofrecerle, si lo desea, una ayuda espiritual adecuada a sus circunstancias. Generalmente todo eso se desarrolla con cierta celeridad tras la petición de cese del vínculo. Frecuentemente las personas que han abandonado el Opus Dei desean seguir como cooperadores. Pasado un tiempo, puede ocurrir que una persona desee volver y sea admitida como supernumerario, previa autorización del Prelado. En el hipotético caso de que el interesado no solicitara la dispensa, obviamente actuaría ilegítimamente.
Legalmente, por su propia voluntad y en cualquier momento, cualquiera puede abandonar el Opus Dei sin que exista obligación legal alguna de permanencia, pues el compromiso contractual es de índole únicamente moral. En ciertos casos, los bienes donados o testados podrían recuperarse.

## Instrucción y formación
Según el fundador del Opus Dei, un cristiano se hace santo a través de dos elementos imprescindibles: la lucha personal por alcanzar el ideal cristiano y la gracia y misericordia de Dios. Para alcanzar el ideal cristiano de "aprender a amar", existen unos medios de santificación. En el Opus Dei, dichos medios se pueden resumir en cuatro aspectos: 1) vida interior: la vida de contemplación a la que Jesucristo llamó "la única necesaria"; 2) trabajo: Escrivá defendió que el trabajo no es un castigo de Dios, sino un medio para santificarse y santificar a los demás; 3) Apostolado: el cristiano no puede reservarse el mensaje recibido para sí mismo, sino que debe comunicarlo a los demás; 4) formación doctrinal: conocimiento de la doctrina de la Iglesia católica, que se ve como "religión del Logos" (logos = "Verbo", "razón" o "conocimiento"). Así dice Escrivá que el cristiano tiene que tener "la piedad de los niños y la doctrina segura de los teólogos".

### Medios de formación
Los medios de formación personal son la charla fraterna o confidencia (que es lo que, en el resto de la Iglesia, se conoce como dirección espiritual propiamente dicha) y la corrección fraterna (Catecismo del Opus Dei, n 200). El objetivo es ayudar a los fieles a mejorar en su vida interior y en otros aspectos de su vida personal.
Los medios de formación colectiva son: los Círculos Breves o los Círculos de Estudios, los retiros mensuales, los cursos de retiro espiritual, los cursos anuales y las convivencias,las collationes mensuales; además de otras clases o charlas, convivencias especiales, etcétera. (Catecismo del Opus Dei. n. 201). En ellos se busca profundizar en el conocimiento de la doctrina de la Iglesia y del espíritu del Opus Dei.

### Dirección espiritual
La dirección espiritual es parte importante dentro de la formación que reciben los miembros del Opus Dei. La dirección se brinda mediante la "charla fraterna", que nació como una conversación personal con san Josemaría para un acompañamiento espiritual sobre el espíritu y costumbres de la Obra y comunicar la intimidad, y en ella se busca identificar el propio espíritu con el espíritu de la Obra y mejorar la actividad apostólica personal. Al aumentar el número, pasó a llevarse a cabo semanal o quincenalmente con el director/a del Centro, u otros miembros; y con los sacerdotes de la Prelatura, sobre todo en la confesión. También forma parte de la dirección espiritual la corrección fraterna.

### La corrección fraterna
En el Opus Dei se practica, al igual que en la Iglesia católica, la «corrección fraterna», a la que se concede importancia como medio de ayudar a los demás a mejorar. Estas correcciones se pueden hacer a todos, incluidos sacerdotes y directores.
En el caso del Opus Dei, antes de hacer la corrección fraterna se debe consultar al director/a del corregido, y después de hecha, informarlo. Según algunos críticos, esto equivale a delatar al hermano ante los superiores. Según el Opus Dei, se hace para evitar que una persona reciba la misma corrección fraterna varias veces, o que se haga una corrección fraterna que no resulte prudente, y no para que el superior conozca los defectos del corregido.
Se requiere un equilibrio para que esta costumbre sea positiva: 1) Exagerando un control sobre "lo correcto" se hace difícil la amistad. 2) Es una costumbre evangélica, manifestación de caridad, si se dicen las cosas que ayuden a mejorar, y también lo bueno de las personas, y será malo corregir sin visión de conjunto, si no se dice lo bueno.

### Confesión
La confesión o sacramento de la penitencia es considerada en el Opus Dei, al igual que en el resto de la Iglesia católica, como un medio básico para avanzar en el proceso de identificación con Cristo o de santificación. En el caso del Opus Dei sus miembros suelen recibir este sacramento cada semana. También es una práctica extendida en el Opus Dei acudir siempre a la confesión con el mismo confesor. Sin embargo, cuentan con total libertad, en especial si es urgente, de acudir con cualquier sacerdote que tenga las licencias para administrar el sacramento de la Penitencia.

## Actitudes frente al Opus Dei
John Allen, que pretende mostrar una imagen objetiva del Opus Dei, lo describe como «la fuerza más polémica de la Iglesia católica». La gran mayoría de los obispos y todos los papas aprecian la acción pastoral del Opus Dei. Aun así, no faltan teólogos que lo consideran signo de contradicción o fuente de controversia. Algunos exmiembros se han mostrado también críticos después de abandonar el Opus Dei.

### Críticas
Entre las críticas externas se encuentran:
- En el momento de pedir la admisión, se desconocen las numerosas obligaciones y restricciones a las que los miembros numerarios van siendo sometidos[n. 14] posteriormente de forma sistemática y progresiva.
- Integrismo: el escrito más importante es un artículo de Hans Urs von Balthasar, famoso teólogo del siglo XX, publicado en 1963.[n. 15]
- Supuestos daños psicológicos.[n. 16]
- Acusación de deshumanización y falta de empatía en numerarios y agregados, debido al adoctrinamiento dentro de la Obra.[138]
- Animar a los miembros numerarios a romper el contacto con sus amigos y familiares en favor de contactos dentro del grupo.[139]
- Amenazar a los miembros que intentan abandonar. Coacción al menos psicológica hacia los miembros que desean abandonar el Opus Dei.[n. 17][n. 18]
- Control sobre las actividades diarias de los miembros numerarios, debiendo requerir permiso para realizar cualquier actividad no reglada, y dando cuenta detalladamente de sus actividades cada semana a sus superiores mediante la confidencia semanal. Además, los numerarios deben entregar todo el dinero que ganen a la organización.[140]
- Falta de respeto a la correspondencia de los numerarios, que frecuentemente reciben las cartas de sus amigos y familiares abiertas y leídas por los responsables de los centros. A los numerarios también se les induce a entregar las cartas que escriban abiertas a los directores, para que puedan leerlas, y censurarlas en su caso.[140]
- Falta de libertad para elegir director espiritual.[n. 19]
- Fomento de las familias numerosas, con muchos hijos, evitando cualquier método anticonceptivo artificial; admiten solamente la planificación natural.

También se critica la actividad personal del fundador y, por ejemplo, se señala que en 1968 Josemaría Escrivá de Balaguer solicita al Gobierno franquista de España que le nombren Marqués de Peralta (título nobiliario que no le correspondía por linaje familiar, pero que le fue concedido ese mismo año). Cuatro años más tarde, y sin haberlo utilizado, cedería este título a su hermano. Un estudio del historiador Ricardo de la Cierva sostiene, exponiendo documentos obtenidos en su investigación, que la concesión de este nombramiento había sido irregular. La solicitud -según de la Cierva- habría estado motivada por el deseo del fundador de hacer algo por su familia, que tanto había sufrido, y por estar sinceramente convencido de que le amparaba el derecho a esa reivindicación.
El apoyo prácticamente unánime de la Iglesia al mensaje central de Josemaría Escrivá contrasta con el silencio frente a las novedades que el Opus Dei y su fundador introducen en lo referente a la vida espiritual: no existe ninguna intervención de dignatarios eclesiásticos en favor de los novedosos modos ascéticos introducidos por el Opus Dei. Ni el hecho de que la dirección espiritual sea llevada principalmente por laicos, ni su dependencia de la estructura de gobierno de la Prelatura, ni la obligación de los miembros de permitir que sus superiores conozcan su intimidad, ni que en la corrección fraterna vaya incluido el deber de informar al superior de los defectos del hermano, han recibido nunca la aprobación ni el rechazo por parte de las autoridades católicas. Sin embargo, algunos responsables católicos han reaccionado con preocupación frente a las denuncias recibidas contra supuestos abusos cometidos por el Opus Dei.

### Respuestas a las críticas
El portavoz del Opus Dei en el Reino Unido, Jack Valero, niega todas las acusaciones en contra de la "Obra", aunque admite que algunos miembros pueden haber cometido errores.
En cuanto a las denuncias de exmiembros, Valero explica que le duele que se hayan ido en malos términos y hablen mal del Opus Dei, pero también destaca los casos de personas que abandonaron el grupo y mantienen una buena relación con él. No obstante, aclara que no pone en duda la credibilidad de las personas que cuentan sus malas experiencias.
Sobre las críticas de algunos exmiembros, John L. Allen, Jr. dice que mucho de lo que dicen los críticos lo contradicen muchos otros exmiembros, por el elevado número de miembros presentes y por las personas que participan en las actividades del Opus Dei.

### Posturas favorables
El núcleo del mensaje que transmite el Opus Dei ha sido alabado por distintas personalidades eclesiásticas. Tanto la llamada universal a la santidad y al apostolado como la importancia santificadora del trabajo profesional aparecen en discursos e intervenciones de obispos, cardenales y teólogos, incluso en varios documentos de la Iglesia relacionados con el Opus Dei, señalando la novedad de su mensaje.[cita requerida]
Albino Luciani, más conocido como el papa Juan Pablo I, escribía en julio de 1978 que la gran aportación del Opus Dei consistía en el desarrollo de una verdadera espiritualidad laical, que resumía en la imagen: "Fe y trabajo hecho con competencia para Escrivá caminan tomados del brazo: son las dos alas de la santidad". Juan Pablo II dijo que "el Opus Dei anticipó la teología del estado laical que es una nota característica de la Iglesia del Concilio y después del Concilio" y describió su fin como "un gran ideal". Benedicto XVI, tres años antes de ser papa, cuando dirigía la Congregación para la Doctrina de la Fe, dijo que la vida y mensaje de Escrivá son "un mensaje de grandísima importancia... que lleva a superar la gran tentación de nuestro tiempo —la ficción de que después del 'Big Bang' Dios se retiró de la historia".[cita requerida].
Las eucaristías celebradas por el Opus Dei tienen una gran reputación dentro del ambiente católico más tradicional, por su solemnidad y formalidad.

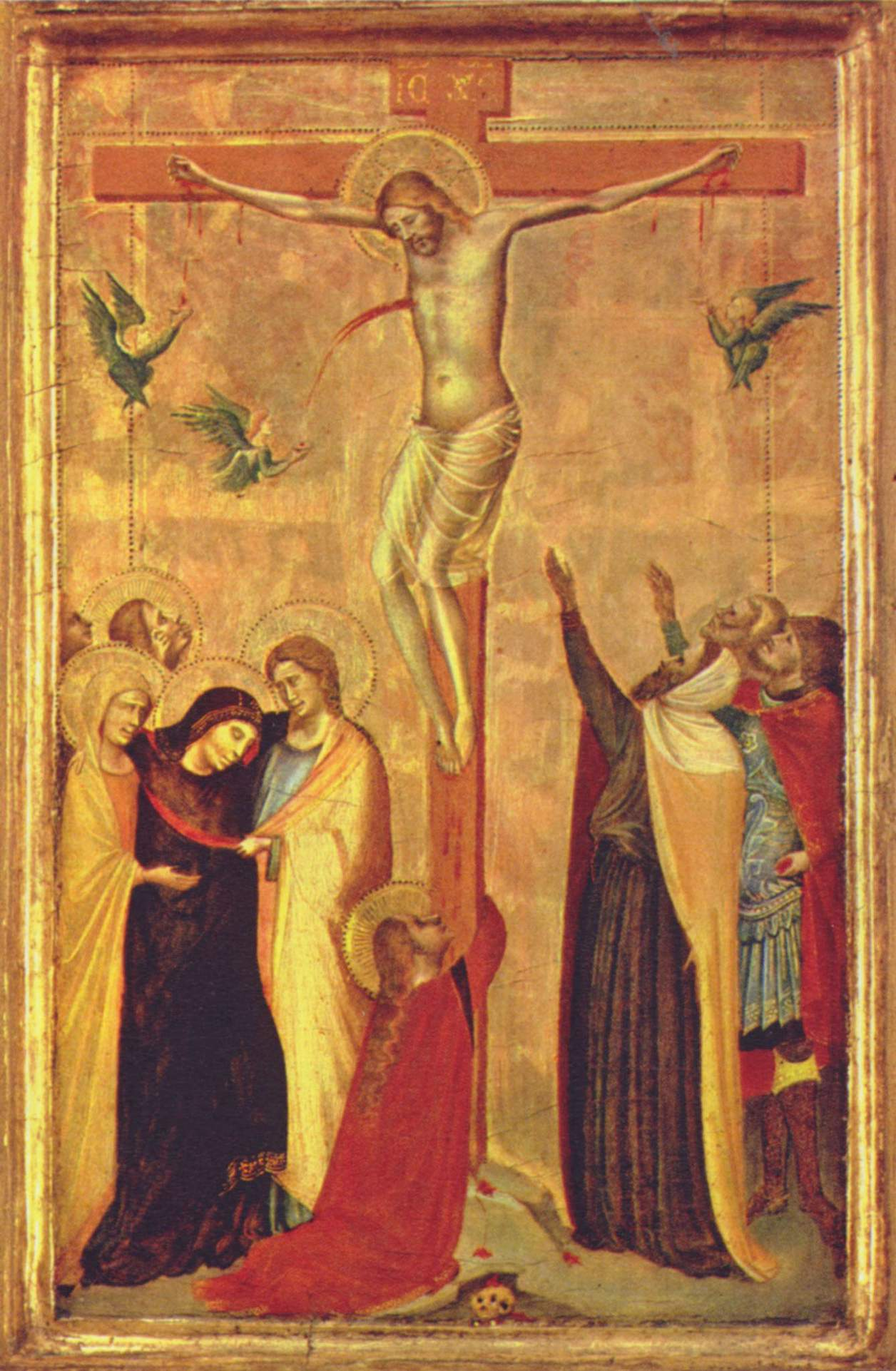
Jesucristo, signo de contradicción (Lc 2,34).

A través de la enseñanza del valor santificador del trabajo, la gente ordinaria ya tiene una «genuina espiritualidad laical» para hacerse santos. Según el Cardenal José Saraiva Martins, la «gran originalidad» del mensaje del Opus Dei está en proclamar sistemáticamente que:
1. todos los hombres están creados para trabajar (Gn 2,15);
2. todos están llamados a la santidad; y
3. todas las realidades creadas han sido santificadas por Dios-hombre: las películas, computadores, excursiones, deportes son y deben ser «medios de santificación».

El papa Benedicto XVI, antes de ocupar dicho cargo, señaló que Escrivá nos presenta «un Cristo cercano, un Cristo en que el poder y majestad de Dios se hace presente a través de cosas humanas, sencillas y ordinarias».
La santidad se rehúye, según afirmaba en 2002, porque hay «un concepto equivocado de la santidad… que estaría reservada para algunos 'grandes'... que son muy diferentes a nosotros, normales pecadores. Pero es una concepción errónea que ha sido corregida precisamente por Josemaría Escrivá». El santo tiene virtud heroica porque "ha estado disponible para dejar que Dios actuara. Ser santo no es otra cosa que hablar con Dios como un amigo habla con el amigo, el Único que puede hacer realmente que este mundo sea bueno y feliz".

## Controversias

### Acusaciones de constituir una secta
Una de las acusaciones frecuentes contra el Opus Dei es calificar a esta institución como una secta religiosa, o que sin serlo hace uso de diversos métodos sectarios.
Por parte del Opus Dei y de la jerarquía católica se recalca que no es correcto llamar secta a una Prelatura de la Iglesia católica y que una secta es una organización no reconocida y el Opus Dei sí que está reconocido por la Iglesia. El Opus Dei por su parte ha insistido en que su fundador ha sido canonizado, «por lo que se le ha propuesto como modelo de vida a todos los católicos del mundo».
En el informe de la Asamblea Nacional Francesa sobre las sectas no se menciona al Opus Dei.

### Acusaciones de secretismo
Los miembros del Opus Dei se caracterizan por su discreción según sus defensores o por su secretismo según sus detractores. Su fundador explicaba que "la manera más fácil de entender el Opus Dei es pensar en la vida de los primeros cristianos. Ellos vivían a fondo su vocación cristiana; buscaban seriamente la perfección a la que estaban llamados por el hecho, sencillo y sublime del Bautismo. No se distinguían exteriormente de los demás ciudadanos".
Como tantas otras organizaciones, el Opus Dei no pone en conocimiento público quién es o deja de ser miembro de la organización; esta información es de carácter privado y deja a la libre elección de cada miembro el reconocimiento de este hecho.
Hasta 1950, el Opus Dei no tuvo un estatuto jurídico pleno dentro de la Iglesia, con la primera constitución. El artículo 191, modificado en una revisión de los estatutos en los años ochenta cuando el Opus Dei fue nombrado Prelatura personal, en la constitución original rezaba: «Los miembros numerarios y supernumerarios sepan bien que deberán observar siempre un prudente silencio sobre los nombres de otros asociados y que no deberán revelar nunca a nadie que aquellos pertenecen al Opus Dei». Aquella falta de publicidad dio una imagen de secretismo que continúa hasta la actualidad, pese a ser públicos los estatutos y constituciones del Opus Dei.
Basándose en los reportajes de España, en los años 40, el superior general de la Compañía de Jesús, Wlodimir Ledochowski (1866-1942), dijo a la Santa Sede que consideraba al Opus Dei como «muy peligroso para la Iglesia de España», a la vez que le achacó el tener «un carácter secreto», además de que había «señales de una inclinación para dominar el mundo a través de una forma de sociedad secreta cristiana».[cita requerida] Según Andrés Vázquez de Prada, miembro del Opus Dei (1997), Peter Berglar (1994), los periodistas católicos Vittorio Messori (1997) y John Allen (2005), esta controversia inicial, que procedía de círculos eclesiásticos muy respetados (la «oposición de los buenos», según Escrivá), será la primera raíz de las acusaciones posteriores a lo largo y ancho del mundo: que es una sociedad secreta, peligrosa e inclinada al poder y al dinero. Estas acusaciones han sido rebatidas tanto por el fundador como por sus sucesores.[cita requerida]
A este respecto, el Parlamento italiano investigó al Opus Dei en 1986 y concluyó que no era una sociedad secreta. Los Tribunales alemanes, por su parte, han indicado que el Opus Dei no está autorizado a publicar listas, pues la pertenencia es un asunto que forma parte de la esfera privada que se debe respetar.[cita requerida].

### Críticas por aspectos doctrinales
En la labor de enseñar su mensaje, el Opus Dei encontró controversias y rechazos por parte de numerosos detractores, incluidos algunos obispos. El cardenal Julián Herranz, miembro del Opus Dei, dijo que el «Opus Dei se ha convertido en víctima de la cristianofobia».
El papa Benedicto XVI, cuando era cardenal, dijo que el Opus Dei es «la unión sorprendente de absoluta fidelidad a la tradición y fe de la Iglesia, y la apertura incondicional a todos los retos de este mundo». Sin embargo, el Opus Dei ha sido criticado por promover una visión demasiado ortodoxa (preconciliar) de la fe católica. Los críticos dicen[cita requerida] que el Opus Dei logró acercarse más a la cúpula de la Iglesia católica gracias al papa Juan Pablo II, para lograr convertirse en una "iglesia dentro de la iglesia", siendo empleada como una "fuerza de choque" por la necesidad de llevar a cabo una "nueva evangelización" con principios ultraconservadores y reaccionarios. Por otra parte, sus partidarios[cita requerida] dicen que este término "conservador" está mal aplicado a nociones religiosas, morales e intelectuales.
El segundo prelado, Javier Echevarría, dijo en una ocasión que "si se emplea la palabra conservador fuera del contexto político, se podría decir que toda la Iglesia es conservadora, porque conserva y transmite el Evangelio de Cristo, los sacramentos, el tesoro de la vida de los santos y sus obras de caridad. Por razones análogas, toda la Iglesia es progresista, porque mira al futuro, cree en los jóvenes, no busca privilegios, y está cerca de los pobres y de los necesitados. O sea, el Opus Dei es conservador y progresista como lo es toda la Iglesia, ni más ni menos".
Escrivá también dice que "la religión es la más grande rebelión de hombres que no quieren vivir como bestias".

## El Opus Dei y su relación con la política

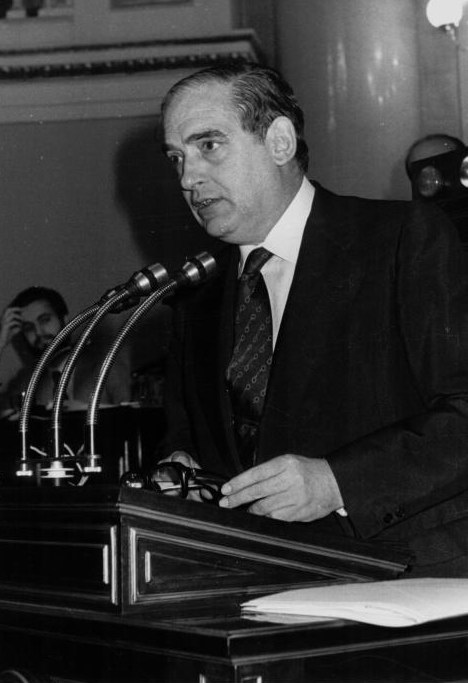
Antonio Fontán, periodista español y miembro del Opus Dei, quien luchó por la libertad de prensa y la democracia en el régimen de Franco. Fue perseguido por el régimen y fue elegido como el primer presidente del Senado de la democracia española.

En los años 1950 y 60, el jefe de Estado y dictador español Francisco Franco designó a varios miembros del Opus Dei como ministros y altos cargos dentro del régimen. Estos ministros, conocidos entonces como los "tecnócratas", generalmente son reconocidos por haber introducido en la dictadura de Franco una ideología capitalista-liberal, modernizando también la economía española, que contrastó con las influencias falangistas, carlistas y militares anteriores. Este hecho hizo que en su momento se propagase la idea del apoyo del Opus Dei al régimen de Franco y viceversa. El historiador e hispanista inglés Paul Preston afirma que Franco los designó como ministros por su habilidad técnica y no por su pertenencia al Opus Dei.
Sobre la acusación de que el Opus Dei fue una especie de partido político en el gobierno de Franco, Messori dice que esta es una "leyenda negra" que la Falange española y algunos clérigos han propagado, y alega que el régimen franquista persiguió igualmente a algunos miembros del Opus Dei. No obstante, según el historiador Ricardo de la Cierva: "La equiparación de miembros del Opus Dei en el poder de Franco y en la oposición es falsa. Estaban en su inmensa mayoría con el poder; iniciaron una corriente de oposición muy minoritaria entre ellos mismos ya muy al final del régimen, por medio del profesor Calvo Serer, que durante décadas había sido un ardiente partidario de Franco y su régimen, como Antonio Fontán y Rafael Calvo Serer.
En tiempos más recientes, durante la etapa del gobierno del español Partido Popular (1996-2004), algunos miembros del Opus Dei, como Federico Trillo o Isabel Tocino, fueron designados ministros por el entonces líder de ese partido, José María Aznar. De la misma forma, el exfiscal general del Estado Jesús Cardenal es miembro de la prelatura. Otro miembro que también ocupó un alto cargo fue Juan Cotino, como director general de la Policía Nacional española. Dentro del nacionalismo vasco, sosteniendo una postura ideológica contraria a los antes mencionados, Rafael Larreina, de Eusko Alkartasuna, parlamentario en el Congreso de los Diputados, pertenece al Opus Dei.
En cualquier caso, John Allen constata que si bien el Opus Dei, desde el punto de vista institucional, "no tiene una postura política oficial", hay pocas dudas de que muchos de sus miembros son políticamente conservadores, al igual que la mayoría de los católicos españoles dentro de la dinámica que mantienen el Partido Popular y el Partido Socialista Obrero Español en España a finales del siglo XX e inicios del XXI.
También se da hoy en día cierta presencia de algunos de sus miembros y simpatizantes en élites financieras y políticas, sobre todo en las de tendencia católica conservadora. Ha recibido el apoyo de diversos líderes políticos y empresariales como Lech Wałęsa de Polonia, Corazón Aquino de Filipinas, Ruth Kelly del Reino Unido, Raymond Barre de Francia, y Charles Malik, expresidente de la Asamblea General de la Organización de las Naciones Unidas; éstos son algunos de los personajes que consideran como positiva la influencia del Opus Dei en el mundo.
Los miembros del Opus Dei remarcan que la institución tiene una finalidad únicamente espiritual y que cada miembro asume sus responsabilidades profesionales en el mundo de la política o los negocios, sin hacer partícipes de ellas a los demás miembros y menos aún a la institución. Escrivá decía que los fieles del Opus Dei podían tener la postura política que quisieran, siempre y cuando no entrara en contradicción con la doctrina católica.
Las posiciones opuestas se reflejan en cómo se interprete el punto 353 del libro Camino de Escrivá:

Aconfesionalismo, neutralidad: viejos mitos que intentan siempre remozarse. ¿Te has molestado en meditar lo absurdo que es dejar de ser católico al entrar en la universidad o en la asociación profesional o en la asamblea sabia o en el parlamento, como quien deja el sombrero en la puerta?
Camino, punto 353

## El Opus Dei en elsigloXXI
Según datos del Anuario Pontificio correspondiente al año 2022, pertenecen a la Prelatura un total de 93 510 fieles. En cuanto a la evolución del número de miembros, el Opus Dei mantiene un leve crecimiento numérico desde hace varios lustros, sobre todo en Europa. Desde 1990 ha habido aproximadamente un 4 % de incremento en su número, mientras que en los años 1960 y 70 habían aumentado sus miembros en más de un 45 %. Probablemente esto puede atribuirse a la progresiva secularización de aquellos países donde tradicionalmente se había asentado en primer lugar, como España, Italia y Portugal y a un bajo índice de penetración en el resto de países europeos. Y en América Latina, debido en parte al fenómeno de la expansión de las iglesias protestantes, que en Brasil, por ejemplo, llegan a copar más del 20 % de una población, antes casi enteramente católica. Su expansión es actualmente algo mayor en los países del antiguo bloque comunista, especialmente Polonia, patria del papa Juan Pablo II (en Polonia, con 38 187 488 habitantes, hay unos 450 miembros del Opus Dei), en los cuales, hasta la caída del Telón de Acero, el Opus Dei como organización no tenía presencia oficial, así como en otros de Asia, como Filipinas, en donde está el grupo más numeroso de este continente.
La distribución de los miembros es aproximadamente: el 57 % son mujeres y el 43 % hombres; y por continentes:
- Europa: 57 %
- América: 34 %
- África: 4 %
- Asia: 4 %
- Oceanía: 1 %

Según Messori, en cuanto al nivel socioeconómico, lo predominante en el Opus Dei es la gente de los niveles medios y bajos y afirma que en América Latina, por ejemplo, el Opus Dei es popular entre los campesinos. Gómez Pérez dice que la composición social del Opus Dei corresponde a la situación local y que hay más profesores entre los miembros, ya que el Opus Dei pone énfasis en la acción apostólica entre los intelectuales.
La Obra, con aportaciones económicas de distintas fuentes (donaciones de simpatizantes y el sueldo de los miembros numerarios), sostiene escuelas, institutos y varias universidades, y abre nuevos centros, ya que en el aspecto académico, por el prestigio y calidad técnica de sus centros de enseñanza, tiene actualmente una importante demanda social. Ejemplos de lo anterior serían la Universidad de Navarra y la Clínica Universitaria de Navarra, con el IESE Business School con sedes en Barcelona y Pamplona (Navarra). Otros ejemplos de esto son la Universidad de Piura, la Universidad de los Andes (Chile), la Universidad de La Sabana (Colombia), la Universidad Austral, el IAE Business School y el Hospital Austral (con sedes en Buenos Aires, Pilar y Rosario, Argentina), la Universidad Panamericana (Ciudad de México y Guadalajara, México), el IPADE (México), y la Universidad Monteávila (Caracas, Venezuela).
En su estudio de 2005, Allen dice que hay 608 proyectos en distinto grado de ejecución, promovidos por los laicos y sacerdotes de la Obra: de éstos, 41 % son colegios, 26 % son escuelas técnicas y agrícolas, 27 % son residencias universitarias y el 6 % son 18 universidades, 12 escuelas de negocios y 8 hospitales.
Por otro lado, cabe destacar el movimiento juvenil creado, durante la Jornada Mundial de la Juventud de 2013, por el antiguo miembro sacerdote del Opus Dei, José Pedro Manglano, llamado Hakuna. Desde el 2017, tiene el reconocimiento de Asociación Privada de Fieles, aprobada por el Cardenal Arzobispo de Madrid, Carlos Osoro.